# Afrikaspiele 2019/Leichtathletik – 800 m der Frauen

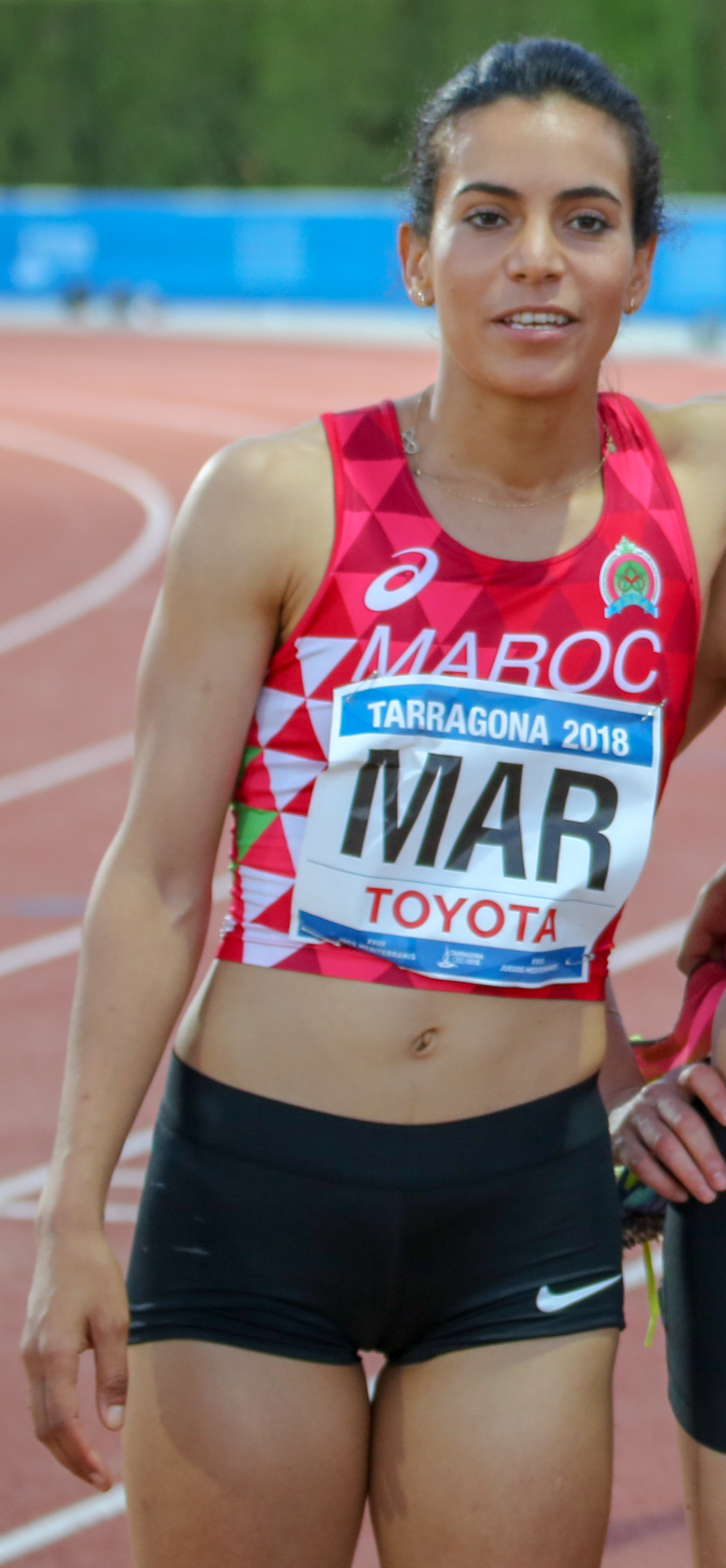
Die Silbermedaillengewinnerin Rababe Arafi (2018)

Der 800-Meter-Lauf der Frauen bei den Afrikaspielen 2019 fand am 26. und 27. August im Stade Moulay Abdallah in Rabat statt.
20 Läuferinnen aus 15 Ländern nahmen an dem Wettbewerb teil. Die Goldmedaille gewann Hirut Meshesha mit 2:03,16 min, Silber ging an Rababe Arafi mit 2:03,20 min und die Bronzemedaille gewann Halimah Nakaayi mit 2:03,55 min.

## Rekorde
| Weltrekord        | Jarmila Kratochvílová  | 1:53,28 min | München, BR Deutschland                 | 26. Juli 1983  |
| Rekord der Spiele | Maria de Lurdes Mutola | 1:56,99 min | Afrikaspiele in Johannesburg, Südafrika | September 1999 |

## Halbfinale
Aus den drei Halbfinalläufen qualifizierten sich die jeweils zwei Ersten jedes Laufes – hellblau unterlegt – und zusätzlich die zwei Zeitschnellsten – hellgrün unterlegt – für das Finale.

### Lauf 1
26. August 2019, 18:19 Uhr
| Platz | Bahn | Athletin                    | Land      | Zeit (min) |
| ----- | ---- | --------------------------- | --------- | ---------- |
| 1     | 4    | Hirut Meshesha              | Äthiopien | 2:04,74    |
| 2     | 1    | Rababe Arafi                | Marokko   | 2:04,75    |
| 3     | 7    | Eglay Nafuna Nalyanya       | Kenia     | 2:05,54    |
| 4     | 2    | Tsepang Sello               | Lesotho   | 2:11:53    |
| 5     | 3    | Violette Ndayikengurukiye   | Burundi   | 2:12,08    |
| 6     | 5    | Regina Deogratius Mpigachai | Tansania  | 2:13,19    |
| 7     | 6    | Nyat Ghebreslassie          | Eritrea   | 2:19,57    |
| 8     | 8    | Stella Stella               | Südsudan  | 2:32,39    |

### Lauf 2
26. August 2019, 18:26 Uhr
| Platz | Bahn | Athletin              | Land      | Zeit (min) |
| ----- | ---- | --------------------- | --------- | ---------- |
| 1     | 4    | Diribe Welteji        | Äthiopien | 2:04,47    |
| 2     | 6    | Halima Hachlaf        | Marokko   | 2:04,58    |
| 3     | 7    | Naomi Jerop Korir     | Kenia     | 2:05,17    |
| 4     | 3    | Haifa Tarchoun        | Tunesien  | 2:07,28    |
| 5     | 5    | Oratile Rose Nowe     | Botswana  | 2:08,78    |
| 6     | 2    | Carla Patricia Mendes | Kap Verde | 2:09,96    |
|       | 8    | Neide Dias            | Angola    | DNS        |

### Lauf 3
26. August 2019, 18:33 Uhr
| Platz | Bahn | Athletin               | Land      | Zeit (min) |
| ----- | ---- | ---------------------- | --------- | ---------- |
| 1     | 3    | Halimah Nakaayi        | Uganda    | 2:02,44    |
| 2     | 5    | Malika Akkaoui         | Marokko   | 2:03,57    |
| 3     | 6    | Noélie Yarigo          | Benin     | 2:04,10    |
| 4     | 2    | Souhra Ali Mohamed     | Dschibuti | 2:05,12    |
| 5     | 4    | Freweyni Gebreezibeher | Äthiopien | 2:05,73    |
| 6     | 7    | Habibatou Bamba        | Mali      | 2:12,82    |
|       | 8    | Nelly Jepkosgei        | Kenia     | DNS        |

## Finale
27. August 2019, 17:36 Uhr
| Platz | Bahn | Athletin           | Land      | Zeit (min) |
| ----- | ---- | ------------------ | --------- | ---------- |
|       | 7    | Hirut Meshesha     | Äthiopien | 2:03,16    |
|       | 2    | Rababe Arafi       | Marokko   | 2:03,20    |
|       | 4    | Halimah Nakaayi    | Uganda    | 2:03,55    |
| 4     | 6    | Malika Akkaoui     | Marokko   | 2:03,78    |
| 5     | 8    | Halima Hachlaf     | Marokko   | 2:03,82    |
| 6     | 5    | Diribe Welteji     | Äthiopien | 2:04,20    |
| 7     | 3    | Noélie Yarigo      | Benin     | 2:04,66    |
| 8     | 1    | Souhra Ali Mohamed | Dschibuti | 2:05,99    |